# БТ-СВ-2
БТ-СВ-2 (рос. Быстроходный Танк «Сталин-Ворошилов») — радянський колісно-гусеничний танк 1930-х років.

## Історія створення
1937 року на заводі № 48 під керівництвом М. Ф. Циганова почалася розробка танка з поліпшеним броньовим захистом на базі БТ-7. Виготовлена наприкінці року машина отримала позначення БТ-СВ-2 «Черепаха».

## Характеристики
Основною відмінністю від БТ-7 стала конструкція бронекорпуса, листи якого розташовувалися під великими кутами нахилу (15° — 58 °). Носова частина мала ту ж ширину, що і весь корпус. Завдяки цьому передня труба та кронштейни лінивців танка БТ-7 виявилися непотрібними. Підвіска передніх опорних котків була аналогічною іншим, але з нахилом пружинної ресори назад під кутом в 38°.
Корпус БТ-СВ-2 зовсім не мав виступаючих частин, за винятком ковпаків вертикальних пружин підвіски. Всі верхні, нижні та кутові листи корпусу виконувалися знімними та кріпилися за допомогою болтів. Для додання броньового закриття ходової частини більшої жорсткості передбачалися спеціальні перемички (по три з кожного боку) між нижнім краєм листа та внутрішньою стінкою корпусу. У бортових порожнинах танка розміщувалися паливні баки. Кормовий бензобак БТ-7 був ліквідований, внаслідок чого корма танка так само збиралася з похилих листів.
Система охолодження двигуна на відміну від БТ-7 працювала в двох режимах: бойовому та похідному. У бойовому положенні жалюзі герметично закривалися з місця водія і забір повітря проводився через сітку кормових повітряних кишень. У похідному положенні повітрозабір здійснювався через бічні жалюзі що відкривалися. Після обдування двигуна нагріте повітря виходило назовні через кормові жалюзі.
Башта БТ-СВ-2 не мала ніші, тому радіостанцію перенесли в носову частину корпусу, де розташовувався четвертий член екіпажу — радист.
Корпус БТ-СВ-2 виготовлявся зі звичайних сталевих листів товщиною 10-12 мм. Проект реального бронювання існував у двох варіантах. Перший передбачав використання броні марки «ФД» товщиною 40-55 мм, що захищала від 45 мм снарядів на всіх дистанціях; другий був розрахований на захист від куль калібру 12,7 мм і припускав застосування 20-25 мм броні марки «ІЗ».

## Випробування
БТ-СВ-2 проходив заводські випробування взимку 1937 — навесні 1938 років, а потім випробовувався на НДБТ полігоні комісією під головуванням Є. О. Кульчицького. У загальній складності танк пройшов 2 068 км. У результаті принцип бронювання, застосований на цій машині, був визнаний цілком прийнятним. Разом з тим зазначалося, що ходова частина танка БТ-7 за умови реального бронювання БТ-СВ-2 та зростання маси останнього до 24-25 т. занадто слабка. Передбачалося для практичної перевірки надійності корпусу та впливу його на роботу ходової частини в бойових умовах виготовити зразок танка з реальним бронюванням та провести випробування обстрілом. Однак у зв'язку з арештом в початку 1938 року М. Ф. Циганова всі роботи по цій машині були припинені.